# Qualificações para o Campeonato Europeu de Futebol Sub-21 de 2011/Grupo 10
As selecções concorrentes no Grupo 10 das Qualificações para o Campeonato Europeu de Futebol Sub-21 de 2011 são as pertencentes à Áustria, Bielorrússia, Escócia, Albânia e Azerbaijão.

## Tabela Classificativa
| Selecção     | Pts | J | V | E | D | GM | GS | +/- |
| ------------ | --- | - | - | - | - | -- | -- | --- |
| Áustria      | 13  | 6 | 4 | 1 | 1 | 13 | 6  | +7  |
| Escócia      | 13  | 6 | 4 | 1 | 1 | 13 | 5  | +8  |
| Bielorrússia | 12  | 5 | 4 | 0 | 1 | 11 | 7  | +4  |
| Albânia      | 4   | 7 | 1 | 1 | 5 | 9  | 17 | -8  |
| Azerbaijão   | 1   | 6 | 0 | 1 | 5 | 5  | 16 | -11 |

| Cores da tabela                      |
| apuramento directo para os play-offs |
| não se qualificou                    |

## Jogos
| 29 de Março 2009 | Albânia | 0 - 1     | Escócia            | Stadioni Ruzhdi Bizhuta, Elbasan |
| 15:30            |         | Relatório | Maguire 85' (g.p.) | Árbitro: ROU Bogaciu             |

| 1 de Abril de 2009 | Escócia                                                                | 5 - 2     | Albânia             | Falkirk Stadium, Falkirk |
| 18:30              | Goodwillie 36' · Maguire 51' · Shinnie 54' · Murphy 75' · McGinn 90+1' | Relatório | Hyka 73' · Vila 89' | Árbitro: HUN Szabo       |

| 12 de Agosto de 2009 | Bielorrússia                 | 2 - 1     | Áustria      | Gradski Stadium, Ruse       |
| 16:00                | Yurchenko 6' · Filipenko 60' | Relatório | Beichler 30' | Árbitro: CRO Vlado Svilokos |

| 5 de Setembro de 2009 | Albânia            | 1 - 0     | Azerbaijão | Stadiumi Niko Dovana, Durrës  |
| 16:30                 | Guliyev 63' (p.b.) | Relatório |            | Árbitro: SMR Stefano Podeschi |

| 5 de Setembro de 2009 | Áustria     | 1 - 0     | Escócia | Bundesstadion Südstadt, Maria Enzersdorf |
| 18:00                 | Weimann 57' | Relatório |         | Árbitro: NOR Tom Harald Hagen            |

| 9 de Setembro de 2009 | Azerbaijão                     | 2 - 3     | Bielorrússia                             | Tofikh Bakhramov-Republic stadium, Baku |
| 19:00                 | Abdullayev 26' · Narimanov 66' | Relatório | Sivakov 36' · Karpovich 43' · Rekish 56' | Árbitro: SVK Mario Vlk                  |

| 9 de Setembro de 2009 | Áustria                   | 3 - 1     | Albânia   | Franz Fürst, Wiener Neudorf |
| 18:00                 | Nuhiu 3' 13' · Weimann 5' | Relatório | Roshi 41' | Árbitro: KAZ Artyom Kuchin  |

| 10 de Outubro de 2009 | Azerbaijão   | 1 - 2     | Áustria                                | Tofikh Bakhramov-Republic stadium, Baku |
| 16:00                 | Soltanov 34' | Relatório | Margreitter 90' (g.p) · Grünwald 90+3' | Árbitro: ISR Meir Levi                  |

| 10 de Outubro de 2009 | Escócia      | 1 - 0     | Bielorrússia | Saint Mirren Park, Paisley  |
| 16:00                 | Murphy 90+2' | Relatório |              | Árbitro: BIH Rusmir Mrkovic |

| 13 de Outubro de 2009 | Bielorrússia                                    | 4 - 2     | Albânia               | Gorodskoi stadium, Maladzyechna   |
| 13:00                 | Nekhaychik 25' · Voronkov 38' 72' · Skavysh 41' | Relatório | Januzi 75' · Hysa 78' | Árbitro: ISL Johannes Valgeirsson |

| 13 de Novembro de 2009 | Albânia               | 2 - 2     | Áustria                            | Stadiumi Niko Dovana, Durrës |
| 14:00                  | Sykaj 20' · Roshi 50' | Relatório | Samina 52' (p.b.) · Perstaller 79' | Árbitro: POL Tomasz Mikulski |

| 14 de Novembro de 2009 | Azerbaijão | 0 - 4     | Escócia                                | Tofik Bakhramov Stadium, Baku   |
| 16:00                  |            | Relatório | Murphy 26' 54' · Arfield 36' · Loy 83' | Árbitro: SRB Dragomir Stanković |

| 17 de Novembro de 2009 | Albânia   | 1 - 2     | Bielorrússia   | Stadiumi Niko Dovana, Durrës   |
| 13:00                  | Roshi 76' | Relatório | Skavysh 8' 38' | Árbitro: SUI Jérôme Laperriere |

| 18 de Novembro de 2009 | Áustria | 4 - 0     | Azerbaijão                      | Tofik Bakhramov Stadium, Baku   |
| 17:00                  |         | Relatório | Nuhiu 10' 19' 79' · Weimann 83' | Árbitro: SRB Dragomir Stanković |

| 2 de Março de 2010 | Escócia                            | 2 – 2  | Azerbaijão                   | Falkirk Stadium, Falkirk       |
| 20:30              | Maguire 32' (g.p.) · Griffiths 66' | Report | Hajiyev 13' · Abdullayev 65' | Árbitro: NOR Ken Henry Johnsen |

## Artilharia
| 5 golos - AUT Atdhe Nuhiu 4 golos - SCO Jamie Murphy 3 golos - ALB Odise Roshi - AUT Andreas Weimann - BLR Maksim Skavysh - SCO Chris Maguire 2 golos - BLR Andrei Voronkov | 1 golo - ALB Ahmed Januzi - ALB Arsen Sykaj - ALB Emiljano Vila - ALB Jahmir Hyka - ALB Vilfor Hysa - AZE Aaraz Abdullayev - AZE Araz Abdullayev - AZE Bakhtiyar Soltanov - AZE Nizami Hajiyev - AZE Tural Narimanov - AUT Alexander Grünwald - AUT Daniel Beichler - AUT Georg Margreitter | 1 golo (cont.) - AUT Julius Perstaller - BLR Dmitri Rekish - BLR Igor Karpovich - BLR Mikhail Sivakov - BLR Pavel Nekhaychik - BLR Vladimir Yurchenko - BLR Yegor Filipenko - SCO Andrew Shinnie - SCO David Goodwillie - SCO Leigh Griffiths - SCO Rory Loy - SCO Scott Arfield - SCO Stephen McGinn |

gol contra
- AZE Eshgin Guliyev (para a  Albânia)
- ALB Klodian Samina (para a  Áustria)